# 仁川アシアド主競技場
仁川アシアド主競技場（インチョンアジアドしゅきょうぎじょう、朝: 인천아시아드주경기장, Incheon Asiad Main Stadium）は、韓国の仁川広域市西区に位置する多目的スタジアムである。

## 概要
仁川国際空港高速道路に近く、仁川広域市の中心部から見て北部に、2014年のアジア大会のために建設され開会式・閉会式・陸上競技が開催された。アジア大会に続いて2014年アジアパラ競技大会も開催された。

## アクセス
仁川交通公社2号線アシアード競技場駅より徒歩。